# Гай Сульпиций Аполлинарий
Гай Сульпи́ций Аполлина́рий (лат. Gaius Sulpicius Apollinarius; II век) — известный римский грамматик, учитель Авла Геллия и императора Пертинакса, к нему за советом обращались, в том числе и люди, занимавшие не последние чины в государстве.

## Биография
Из его биографии известны, в основном, факты, которые соприкасались с его деятельностью. Известно, что Аполлинарий являлся уроженцем Карфагена, а став вольноотпущенником, получил имя своего бывшего хозяина, принадлежавшего, по всей видимости, к патрицианскому роду.
Преподавал грамматику в Риме, там же к нему пришёл обучаться Авл Геллий (146 год). Вместе с Авлом Геллием он посещал библиотеку дворца Тиберия. Помимо филологии, также разбирался и в некоторых правовых и культурных вопросах. Прекрасно знал латинскую и греческую литературу.
К его услугам как к знатоку грамматики обращался и Секст Эруций Клар, консул и префект Рима, который, согласно Геллию, просил объяснить смысл слов, изреченных Марком Катоном Цензором: «Ныне, говорят, хорошо уродились хлеба и травы. Но не слишком на это рассчитывайте. Я часто слышал, что между ртом и куском (лат. inter os atque offam) многое может встрять; действительно, очень долог путь от колоса до куска [хлеба]». Гай Сульпиций объяснил, что латинская пословица inter os et offam («между ртом и куском») тождественна греческой Πολλὰ μεταξὺ πέλει κύλικος και χείλεος 'άκρου («велико расстояние между бокалом и краями губ»).
Тем не менее, с Эруцием Кларом они вели диалог и при непосредственных встречах, об одной из которых повествует Геллий, говоря о том, что они обсуждали грамматические аспекты авгурий.
Публий Гельвий Пертинакс, будучи мальчиком, был отдан Сульпицию Аполлинарию на обучение грамматике, а после он уже и сам стал преподавать эту науку.
Известно, что по некоторым вопросам он критиковал другого известного грамматика II века Цезеллия Виндекса, который, по его мнению, неправильно трактует слово Longaevus (по Цезеллию — «старик». По Сульпицию Аполлинарию, со ссылкой на Вергилия, — «получивший долгую и вечную жизнь» и «ставший бессмертным»).

## Характеристика по Геллию
Сульпиций Аполлинарий пользовался большим почетом у своего ученика Геллия. Об этом свидетельствуют как многочисленные упоминания в «Аттических ночах», так и эпитеты по отношению к нему: «Самый учёный по сравнению с другими на нашей памяти», «муж, самым старательным образом изучивший старинные обычаи и литературу», «муж выдающихся познаний в литературе», «муж на нашей памяти учёный более, чем остальные».
Таким образом, согласно Геллию, это был человек с потрясающей эрудицией, был остроумен, прекрасно знал античных авторов.
Также Геллий сравнивает его манеру ведения речи и умением в разговоре поставить оппонента в логический тупик, с той иронией, какой обладал Сократ:

Аполлинарий Сульпиций, муж на нашей памяти учёный более, чем остальные, опозорил и высмеял, используя тот вид тончайшей иронии, которую применял Сократ по отношению к софистам, некоего хвастуна и тщеславного человека, [выставлявшего себя специалистом] по саллюстиевым текстам.— 

## Литературная деятельность
Гай Сульпиций Аполлинарий написал стихотворные изложения содержания ко всем произведениям Публия Теренция Афра, они сохранились до наших дней. Помимо Теренция сделал метрические переложения содержаний Плавта и «Энеиды» Вергилия, также известен как комментатор Вергилия.
Периохи Гая Сульпиция Аполлинария к сочинениям Теренция
- «Самоистязатель»
- «Евнух»
- «Девушка с Андроса»
- «Свекровь»
- «Формион»
- «Братья»

## В литературе
Гуго Гроций в книге «О праве войны и мира» (De jure belli ac pacis) цитирует слова Сульпиция Аполлинария:

Сульпиций Аполлинарий у Авла Геллия говорит: «О чем можно сказать, что оно находится за пределами океана, если океан со всех сторон опоясывает и обходит все земли?». И далее: «Так как, напротив, он омывает все земли кругом и отовсюду, то ничего нет позади него; но поскольку все земли опоясаны кольцом его волн, то все, что заключено между его берегами, находится посреди Него»— 